# Seznam ministrů České republiky
Seznam ministrů České republiky uvádí přehled ministrů a ostatních členů vlády ve všech vládách České republiky. Uvedeni jsou i předsedové a místopředsedové vlád a členové vlád, kteří nestáli v čele žádného ministerstva, byli však na úrovni ministra (ministři bez portfeje a předsedové Legislativní rady vlády).

## Seznam
| Vláda         | Portfej                                                                                               | Ministr / člen vlády                 | Strana                                | Nástup do úřadu    | Odchod z úřadu                           |
| ------------- | --- | ------------------------------------ | ------------------------------------- | ------------------ | ---------------------------------------- |
| Klaus I.      | Předseda vlády České republiky                                                                        | Václav Klaus                         | ODS                                   | 2. července 1992   | 4. července 1996                         |
| Klaus I.      | Místopředseda vlády                                                                                   | Jan Kalvoda                          | ODA                                   | 2. července 1992   | 4. července 1996                         |
| Klaus I.      | Místopředseda vlády Ministr financí                                                                   | Ivan Kočárník                        | ODS                                   | 2. července 1992   | 4. července 1996                         |
| Klaus I.      | Místopředseda vlády Ministr zemědělství                                                               | Josef Lux                            | KDU-ČSL                               | 2. července 1992   | 4. července 1996                         |
| Klaus I.      | Ministr zahraničních věcí                                                                             | Josef Zieleniec                      | ODS                                   | 2. července 1992   | 4. července 1996                         |
| Klaus I.      | Ministr spravedlnosti                                                                                 | Jiří Novák                           | ODS                                   | 2. července 1992   | 4. července 1996                         |
| Klaus I.      | Ministr životního prostředí                                                                           | František Benda                      | KDS                                   | 2. července 1992   | 4. července 1996                         |
| Klaus I.      | Ministr průmyslu a obchodu                                                                            | Vladimír Dlouhý                      | ODA                                   | 2. července 1992   | 4. července 1996                         |
| Klaus I.      | Ministr školství, mládeže a tělovýchovy                                                               | Petr Piťha                           | KDS                                   | 2. července 1992   | 27. dubna 1994                           |
| Klaus I.      | Ministr školství, mládeže a tělovýchovy                                                               | Ivan Pilip                           | KDS                                   | 2. května 1994     | 4. července 1996                         |
| Klaus I.      | Ministr vnitra                                                                                        | Jan Ruml                             | ODS                                   | 2. července 1992   | 4. července 1996                         |
| Klaus I.      | Ministr práce a sociálních věcí                                                                       | Jindřich Vodička                     | ODS                                   | 2. července 1992   | 4. července 1996                         |
| Klaus I.      | Ministr dopravy                                                                                       | Jan Stráský                          | ODS                                   | 30. prosince 1992  | 10. října 1995                           |
| Klaus I.      | Ministr dopravy                                                                                       | Vladimír Budinský                    | ODS                                   | 10. října 1995     | 4. července 1996                         |
| Klaus I.      | Ministr hospodářství                                                                                  | Karel Dyba                           | ODS                                   | 2. července 1992   | 4. července 1996                         |
| Klaus I.      | Ministr zdravotnictví                                                                                 | Petr Lom                             | ODS                                   | 2. července 1992   | 22. června 1993                          |
| Klaus I.      | Ministr zdravotnictví                                                                                 | Luděk Rubáš                          | ODS                                   | 23. června 1993    | 10. října 1995                           |
| Klaus I.      | Ministr zdravotnictví                                                                                 | Jan Stráský                          | ODS                                   | 10. října 1995     | 4. července 1996                         |
| Klaus I.      | Ministr kultury                                                                                       | Jindřich Kabát                       | KDU-ČSL                               | 2. července 1992   | 17. ledna 1994                           |
| Klaus I.      | Ministr kultury                                                                                       | Pavel Tigrid                         | nestraník za KDU-ČSL                  | 19. ledna 1994     | 4. července 1996                         |
| Klaus I.      | Ministr obrany                                                                                        | Antonín Baudyš                       | KDU-ČSL                               | 30. prosince 1992  | 21. září 1994                            |
| Klaus I.      | Ministr obrany                                                                                        | Vilém Holáň                          | KDU-ČSL                               | 21. září 1994      | 4. července 1996                         |
| Klaus I.      | Ministr pro hospodářskou soutěž                                                                       | Stanislav Bělehrádek                 | KDU-ČSL                               | 2. července 1992   | 4. července 1996                         |
| Klaus I.      | Ministr pro správu národního majetku a jeho privatizaci                                               | Jiří Skalický                        | ODA                                   | 2. července 1992   | 1. července 1996                         |
| Klaus I.      | Ministr státní kontroly                                                                               | Igor Němec                           | ODS                                   | 2. července 1992   | 30. června 1993                          |
| Klaus I.      | Ministr bez portfeje                                                                                  | Igor Němec                           | ODS                                   | 30. června 1993    | 4. července 1996                         |
| Klaus II.     | Předseda vlády pověřen vedením Ministerstva pro hospodářskou soutěž do jeho zrušení 1. listopadu 1996 | Václav Klaus                         | ODS                                   | 4. července 1996   | 2. ledna 1998                            |
| Klaus II.     | Místopředseda vlády                                                                                   | Jan Kalvoda                          | ODA                                   | 4. července 1996   | 7. ledna 1997                            |
| Klaus II.     | Místopředseda vlády                                                                                   | Jiří Skalický                        | ODA                                   | 16. června 1997    | 2. ledna 1998                            |
| Klaus II.     | Místopředseda vlády                                                                                   | Ivan Kočárník                        | ODS                                   | 4. července 1996   | 2. června 1997                           |
| Klaus II.     | Místopředseda vlády Ministr zemědělství                                                               | Josef Lux                            | KDU-ČSL                               | 4. července 1996   | 2. ledna 1998                            |
| Klaus II.     | Místopředseda vlády Ministr zahraničních věcí                                                         | Josef Zieleniec                      | ODS                                   | 4. července 1996   | 23. října 1997                           |
| Klaus II.     | Místopředseda vlády Ministr zahraničních věcí                                                         | Jaroslav Šedivý                      | nestraník                             | 8. listopadu 1997  | 2. ledna 1998                            |
| Klaus II.     | Ministr(yně) spravedlnosti                                                                            | Jan Kalvoda                          | ODA                                   | 4. července 1996   | 7. ledna 1997                            |
| Klaus II.     | Ministr(yně) spravedlnosti                                                                            | Vlasta Parkanová                     | ODA                                   | 7. ledna 1997      | 2. ledna 1998                            |
| Klaus II.     | Ministr financí                                                                                       | Ivan Kočárník                        | ODS                                   | 4. července 1996   | 2. června 1997                           |
| Klaus II.     | Ministr financí                                                                                       | Ivan Pilip                           | ODS                                   | 2. června 1997     | 2. ledna 1998                            |
| Klaus II.     | Ministr životního prostředí                                                                           | Jiří Skalický                        | ODA                                   | 4. července 1996   | 2. ledna 1998                            |
| Klaus II.     | Ministr průmyslu a obchodu                                                                            | Vladimír Dlouhý                      | ODA                                   | 4. července 1996   | 2. června 1997                           |
| Klaus II.     | Ministr průmyslu a obchodu                                                                            | Karel Kühnl                          | ODA                                   | 3. června 1997     | 2. ledna 1998                            |
| Klaus II.     | Ministr školství, mládeže a tělovýchovy                                                               | Ivan Pilip                           | ODS                                   | 4. července 1996   | 2. června 1997                           |
| Klaus II.     | Ministr školství, mládeže a tělovýchovy                                                               | Jiří Gruša                           | nestraník                             | 3. června 1997     | 2. ledna 1998                            |
| Klaus II.     | Ministr vnitra                                                                                        | Jan Ruml                             | ODS                                   | 4. července 1996   | 7. listopadu 1997                        |
| Klaus II.     | Ministr vnitra                                                                                        | Jindřich Vodička                     | ODS                                   | 8. listopadu 1997  | 2. ledna 1998                            |
| Klaus II.     | Ministr práce a sociálních věcí                                                                       | Jindřich Vodička                     | ODS                                   | 4. července 1996   | 8. listopadu 1997                        |
| Klaus II.     | Ministr práce a sociálních věcí                                                                       | Stanislav Volák                      | ODS                                   | 8. listopadu 1997  | 2. ledna 1998                            |
| Klaus II.     | Ministr dopravy                                                                                       | Martin Říman                         | ODS                                   | 4. července 1996   | 2. ledna 1998                            |
| Klaus II.     | Ministr hospodářství (od 1. listopadu 1996 zrušeno a kompetence převedeny na jiná ministerstva)       | Jaromír Schneider                    | KDU-ČSL                               | 4. července 1996   | 31. října 1996                           |
| Klaus II.     | Ministr pro místní rozvoj (od 1. listopadu 1996 vzniklo převedením z ministerstva hospodářství)       | Jaromír Schneider                    | KDU-ČSL                               | 1. listopadu 1996  | 2. května 1997 (demise 9. dubna 1997)    |
| Klaus II.     | Ministr pro místní rozvoj (od 1. listopadu 1996 vzniklo převedením z ministerstva hospodářství)       | Tomáš Kvapil                         | KDU-ČSL                               | 12. května 1997    | 2. ledna 1998                            |
| Klaus II.     | Ministr zdravotnictví                                                                                 | Jan Stráský                          | ODS                                   | 4. července 1996   | 2. ledna 1998                            |
| Klaus II.     | Ministr kultury                                                                                       | Jaromír Talíř                        | KDU-ČSL                               | 4. července 1996   | 2. ledna 1998                            |
| Klaus II.     | Ministr obrany                                                                                        | Miloslav Výborný                     | KDU-ČSL                               | 4. července 1996   | 2. ledna 1998                            |
| Klaus II.     | Ministr bez portfeje                                                                                  | Pavel Bratinka                       | ODA                                   | 4. července 1996   | 2. ledna 1998                            |
| Tošovský      | Předseda vlády                                                                                        | Josef Tošovský                       | nestraník                             | 2. ledna 1998      | 17. července 1998                        |
| Tošovský      | Místopředseda vlády Ministr zemědělství                                                               | Josef Lux                            | KDU-ČSL                               | 2. ledna 1998      | 17. července 1998                        |
| Tošovský      | Místopředseda vlády Ministr zahraničních věcí                                                         | Jaroslav Šedivý                      | nestraník                             | 2. ledna 1998      | 17. července 1998                        |
| Tošovský      | Ministr životního prostředí                                                                           | Jiří Skalický                        | ODA                                   | 2. ledna 1998      | 20. února 1998                           |
| Tošovský      | Ministr životního prostředí                                                                           | Martin Bursík                        | nestraník                             | 27. února 1998     | 17. července 1998                        |
| Tošovský      | Ministr pro místní rozvoj                                                                             | Jan Černý                            | US / ODS                              | 2. ledna 1998      | 17. července 1998                        |
| Tošovský      | Ministr průmyslu a obchodu                                                                            | Karel Kühnl                          | ODA                                   | 2. ledna 1998      | 17. července 1998                        |
| Tošovský      | Ministr obrany                                                                                        | Michal Lobkowicz                     | US / ODS                              | 2. ledna 1998      | 17. července 1998                        |
| Tošovský      | Ministr bez portfeje, mluvčí vlády                                                                    | Vladimír Mlynář                      | nestraník                             | 2. ledna 1998      | 17. července 1998                        |
| Tošovský      | Ministr dopravy a spojů                                                                               | Petr Moos                            | nestraník                             | 2. ledna 1998      | 17. července 1998                        |
| Tošovský      | Ministryně spravedlnosti                                                                              | Vlasta Parkanová                     | ODA                                   | 2. ledna 1998      | 17. července 1998                        |
| Tošovský      | Ministr financí                                                                                       | Ivan Pilip                           | US / ODS                              | 2. ledna 1998      | 17. července 1998                        |
| Tošovský      | Ministryně zdravotnictví                                                                              | Zuzana Roithová                      | nestraník                             | 2. ledna 1998      | 17. července 1998                        |
| Tošovský      | Ministr školství, mládeže a tělovýchovy                                                               | Jan Sokol                            | nestraník                             | 2. ledna 1998      | 17. července 1998                        |
| Tošovský      | Ministr kultury                                                                                       | Martin Stropnický                    | nestraník                             | 2. ledna 1998      | 17. července 1998                        |
| Tošovský      | Ministr vnitra                                                                                        | Cyril Svoboda                        | KDU-ČSL                               | 2. ledna 1998      | 17. července 1998                        |
| Tošovský      | Ministr práce a sociálních věcí                                                                       | Stanislav Volák                      | US / ODS                              | 2. ledna 1998      | 17. července 1998                        |
| Tošovský      | Ministr bez portfeje, předseda Legislativní rady vlády                                                | Miloslav Výborný                     | KDU-ČSL                               | 2. ledna 1998      | 17. července 1998                        |
| Zeman         | Předseda vlády                                                                                        | Miloš Zeman                          | ČSSD                                  | 22. července 1998  | 12. července 2002                        |
| Zeman         | 1. místopředseda vlády Ministr práce a sociálních věcí                                                | Vladimír Špidla                      | ČSSD                                  | 22. července 1998  | 12. července 2002                        |
| Zeman         | Místopředseda vlády (od 30. května 2001) Ministr průmyslu a obchodu                                   | Miroslav Grégr                       | ČSSD                                  | 22. července 1998  | 12. července 2002                        |
| Zeman         | Místopředseda vlády (od 10. prosince 1999) Ministr zahraničních věcí                                  | Jan Kavan                            | ČSSD                                  | 22. července 1998  | 12. července 2002                        |
| Zeman         | Místopředseda vlády pro koordinaci resortů zahraničí, vnitra a obrany                                 | Egon Lánský                          | ČSSD                                  | 22. července 1998  | 1. prosince 1999                         |
| Zeman         | Místopředseda vlády Ministr financí (od 21. července 1999 do 12. dubna 2001)                          | Pavel Mertlík                        | ČSSD                                  | 22. července 1998  | 12. dubna 2001                           |
| Zeman         | Místopředseda vlády Předseda Legislativní rady vlády                                                  | Pavel Rychetský                      | ČSSD                                  | 22. července 1998  | 12. července 2002                        |
| Zeman         | Ministr spravedlnosti                                                                                 | Otakar Motejl                        | nestraník za ČSSD                     | 1. srpna 1998      | 16. října 2000                           |
| Zeman         | Ministr spravedlnosti                                                                                 | Jaroslav Bureš                       | nestraník za ČSSD                     | 2. února 2001      | 12. července 2002                        |
| Zeman         | Ministr pro místní rozvoj                                                                             | Jaromír Císař                        | ČSSD                                  | 22. července 1998  | 26. dubna 2000                           |
| Zeman         | Ministr pro místní rozvoj                                                                             | Petr Lachnit                         | ČSSD                                  | 26. dubna 2000     | 12. července 2002                        |
| Zeman         | Ministr zdravotnictví                                                                                 | Ivan David                           | ČSSD                                  | 22. července 1998  | 9. prosince 1999                         |
| Zeman         | Ministr zdravotnictví                                                                                 | Bohumil Fišer                        | ČSSD                                  | 9. prosince 1999   | 12. července 2002                        |
| Zeman         | Ministr kultury                                                                                       | Pavel Dostál                         | ČSSD                                  | 22. července 1998  | 12. července 2002                        |
| Zeman         | Ministr zemědělství                                                                                   | Jan Fencl                            | ČSSD                                  | 22. července 1998  | 12. července 2002                        |
| Zeman         | Ministr vnitra                                                                                        | Václav Grulich                       | ČSSD                                  | 22. července 1998  | 4. dubna 2000                            |
| Zeman         | Ministr vnitra                                                                                        | Stanislav Gross                      | ČSSD                                  | 5. dubna 2000      | 12. července 2002                        |
| Zeman         | Ministr životního prostředí                                                                           | Miloš Kužvart                        | ČSSD                                  | 22. července 1998  | 12. července 2002                        |
| Zeman         | Ministr dopravy a spojů                                                                               | Antonín Peltrám                      | ČSSD                                  | 22. července 1998  | 26. dubna 2000                           |
| Zeman         | Ministr dopravy a spojů                                                                               | Jaromír Schling                      | ČSSD                                  | 26. dubna 2000     | 12. července 2002                        |
| Zeman         | Ministr financí                                                                                       | Ivo Svoboda                          | ČSSD                                  | 22. července 1998  | 20. července 1999                        |
| Zeman         | Ministr financí                                                                                       | Jiří Rusnok                          | ČSSD                                  | 13. dubna 2001     | 12. července 2002                        |
| Zeman         | Ministr obrany                                                                                        | Vladimír Vetchý                      | ČSSD                                  | 22. července 1998  | 4. května 2001                           |
| Zeman         | Ministr obrany                                                                                        | Jaroslav Tvrdík                      | ČSSD                                  | 4. května 2001     | 12. července 2002                        |
| Zeman         | Ministr školství, mládeže a tělovýchovy                                                               | Eduard Zeman                         | ČSSD                                  | 22. července 1998  | 12. července 2002                        |
| Zeman         | Ministr bez portfeje (od 23. března 2000 současně vedoucí úřadu vlády)                                | Jaroslav Bašta                       | ČSSD                                  | 22. července 1998  | 23. března 2000                          |
| Zeman         | Ministr bez portfeje (od 23. března 2000 současně vedoucí úřadu vlády)                                | Karel Březina                        | ČSSD                                  | 23. března 2000    | 12. července 2002                        |
| Špidla        | Předseda vlády                                                                                        | Vladimír Špidla                      | ČSSD                                  | 15. července 2002  | 4. srpna 2004                            |
| Špidla        | 1. místopředseda vlády Ministr vnitra                                                                 | Stanislav Gross                      | ČSSD                                  | 15. července 2002  | 4. srpna 2004                            |
| Špidla        | Místopředseda vlády Ministr zahraničních věcí                                                         | Cyril Svoboda                        | KDU-ČSL                               | 15. července 2002  | 4. srpna 2004                            |
| Špidla        | Místopředseda vlády                                                                                   | Pavel Rychetský                      | ČSSD                                  | 15. července 2002  | 5. srpna 2003                            |
| Špidla        | Místopředseda vlády                                                                                   | Bohuslav Sobotka                     | ČSSD                                  | 30. října 2003     | 4. srpna 2004                            |
| Špidla        | Místopředseda vlády pro výzkum a vývoj, lidská práva a lidské zdroje                                  | Petr Mareš                           | US-DEU                                | 15. července 2002  | 4. srpna 2004                            |
| Špidla        | Ministr financí                                                                                       | Bohuslav Sobotka                     | ČSSD                                  | 15. července 2002  | 4. srpna 2004                            |
| Špidla        | Ministr obrany                                                                                        | Jaroslav Tvrdík                      | ČSSD                                  | 15. července 2002  | 9. června 2003 (demise: 3. června 2003)  |
| Špidla        | Ministr obrany                                                                                        | Miroslav Kostelka                    | ČSSD                                  | 9. června 2003     | 4. srpna 2004                            |
| Špidla        | Ministr průmyslu a obchodu                                                                            | Jiří Rusnok                          | ČSSD                                  | 15. července 2002  | 19. března 2003                          |
| Špidla        | Ministr průmyslu a obchodu                                                                            | Milan Urban                          | ČSSD                                  | 19. března 2003    | 4. srpna 2004                            |
| Špidla        | Ministr spravedlnosti                                                                                 | Pavel Rychetský                      | ČSSD                                  | 15. července 2002  | 5. srpna 2003                            |
| Špidla        | Ministr spravedlnosti                                                                                 | Vladimír Špidla                      | ČSSD                                  | 6. srpna 2003      | 16. září 2003                            |
| Špidla        | Ministr spravedlnosti                                                                                 | Karel Čermák                         | nestraník za ČSSD                     | 16. září 2003      | 15. června 2004                          |
| Špidla        | Ministr spravedlnosti                                                                                 | Vladimír Špidla                      | ČSSD                                  | 15. června 2004    | 4. srpna 2004                            |
| Špidla        | Ministr práce a sociálních věcí                                                                       | Zdeněk Škromach                      | ČSSD                                  | 15. července 2002  | 4. srpna 2004                            |
| Špidla        | Ministr dopravy a spojů (od 17. prosince 2002 ministr dopravy)                                        | Milan Šimonovský                     | KDU-ČSL                               | 15. července 2002  | 4. srpna 2004                            |
| Špidla        | Ministr zemědělství                                                                                   | Jaroslav Palas                       | ČSSD                                  | 15. července 2002  | 4. srpna 2004                            |
| Špidla        | Ministr(yně) zdravotnictví                                                                            | Marie Součková                       | ČSSD                                  | 15. července 2002  | 14. dubna 2004                           |
| Špidla        | Ministr(yně) zdravotnictví                                                                            | Jozef Kubinyi                        | ČSSD                                  | 14. dubna 2004     | 4. srpna 2004                            |
| Špidla        | Ministryně školství, mládeže a tělovýchovy                                                            | Petra Buzková                        | ČSSD                                  | 15. července 2002  | 4. srpna 2004                            |
| Špidla        | Ministr kultury                                                                                       | Pavel Dostál                         | ČSSD                                  | 15. července 2002  | 4. srpna 2004                            |
| Špidla        | Ministr životního prostředí                                                                           | Libor Ambrozek                       | KDU-ČSL                               | 15. července 2002  | 4. srpna 2004                            |
| Špidla        | Ministr pro místní rozvoj                                                                             | Pavel Němec                          | US-DEU                                | 15. července 2002  | 4. srpna 2004                            |
| Špidla        | Ministr informatiky                                                                                   | Vladimír Mlynář                      | US-DEU                                | 15. července 2002  | 4. srpna 2004                            |
| Gross         | Předseda vlády                                                                                        | Stanislav Gross                      | ČSSD                                  | 4. srpna 2004      | 25. dubna 2005                           |
| Gross         | 1. místopředseda vlády Ministr práce a sociálních věcí                                                | Zdeněk Škromach                      | ČSSD                                  | 4. srpna 2004      | 25. dubna 2005                           |
| Gross         | Místopředseda vlády pro ekonomiku                                                                     | Martin Jahn                          | nestraník za ČSSD                     | 4. srpna 2004      | 25. dubna 2005                           |
| Gross         | Místopředseda vlády Ministr spravedlnosti                                                             | Pavel Němec                          | US-DEU                                | 4. srpna 2004      | 25. dubna 2005                           |
| Gross         | Místopředseda vlády Ministr dopravy                                                                   | Milan Šimonovský                     | KDU-ČSL                               | 4. srpna 2004      | 25. dubna 2005                           |
| Gross         | Ministr vnitra                                                                                        | František Bublan                     | nestraník za ČSSD                     | 4. srpna 2004      | 25. dubna 2005                           |
| Gross         | Ministr obrany                                                                                        | Karel Kühnl                          | US-DEU                                | 4. srpna 2004      | 25. dubna 2005                           |
| Gross         | Ministr financí                                                                                       | Bohuslav Sobotka                     | ČSSD                                  | 4. srpna 2004      | 25. dubna 2005                           |
| Gross         | Ministr zahraničních věcí                                                                             | Cyril Svoboda                        | KDU-ČSL                               | 4. srpna 2004      | 25. dubna 2005                           |
| Gross         | Ministr pro místní rozvoj                                                                             | Jiří Paroubek                        | ČSSD                                  | 4. srpna 2004      | 25. dubna 2005                           |
| Gross         | Ministryně školství, mládeže a tělovýchovy                                                            | Petra Buzková                        | ČSSD                                  | 4. srpna 2004      | 25. dubna 2005                           |
| Gross         | Ministryně zdravotnictví                                                                              | Milada Emmerová                      | ČSSD                                  | 4. srpna 2004      | 25. dubna 2005                           |
| Gross         | Ministr kultury                                                                                       | Pavel Dostál                         | ČSSD                                  | 4. srpna 2004      | 25. dubna 2005                           |
| Gross         | Ministr průmyslu a obchodu                                                                            | Milan Urban                          | ČSSD                                  | 4. srpna 2004      | 25. dubna 2005                           |
| Gross         | Ministr zemědělství                                                                                   | Jaroslav Palas                       | ČSSD                                  | 4. srpna 2004      | 25. dubna 2005                           |
| Gross         | Ministr životního prostředí                                                                           | Libor Ambrozek                       | KDU-ČSL                               | 4. srpna 2004      | 25. dubna 2005                           |
| Gross         | Ministr informatiky                                                                                   | Vladimír Mlynář                      | US-DEU                                | 4. srpna 2004      | 25. dubna 2005                           |
| Gross         | Ministr, předseda Legislativní rady vlády                                                             | Jaroslav Bureš                       | nestraník za ČSSD                     | 4. srpna 2004      | 25. dubna 2005                           |
| Paroubek      | Předseda vlády                                                                                        | Jiří Paroubek                        | ČSSD                                  | 25. dubna 2005     | 16. srpna 2006                           |
| Paroubek      | 1. místopředseda vlády Ministr financí                                                                | Bohuslav Sobotka                     | ČSSD                                  | 25. dubna 2005     | 16. srpna 2006                           |
| Paroubek      | Místopředseda vlády Ministr práce a sociálních věcí                                                   | Zdeněk Škromach                      | ČSSD                                  | 25. dubna 2005     | 16. srpna 2006                           |
| Paroubek      | Místopředseda vlády Ministr spravedlnosti                                                             | Pavel Němec                          | US-DEU                                | 25. dubna 2005     | 16. srpna 2006                           |
| Paroubek      | Místopředseda vlády Ministr dopravy                                                                   | Milan Šimonovský                     | KDU-ČSL                               | 25. dubna 2005     | 16. srpna 2006                           |
| Paroubek      | Místopředseda vlády pro ekonomiku                                                                     | Martin Jahn                          | nestraník za ČSSD                     | 25. dubna 2005     | 31. prosince 2005                        |
| Paroubek      | Místopředseda vlády pro ekonomiku                                                                     | Jiří Havel                           | ČSSD                                  | 3. ledna 2006      | 16. srpna 2006                           |
| Paroubek      | Ministr zahraničních věcí                                                                             | Cyril Svoboda                        | KDU-ČSL                               | 25. dubna 2005     | 16. srpna 2006                           |
| Paroubek      | Ministr obrany                                                                                        | Karel Kühnl                          | US-DEU                                | 25. dubna 2005     | 16. srpna 2006                           |
| Paroubek      | Ministr vnitra                                                                                        | František Bublan                     | nestraník za ČSSD                     | 25. dubna 2005     | 16. srpna 2006                           |
| Paroubek      | Ministr průmyslu a obchodu                                                                            | Milan Urban                          | ČSSD                                  | 25. dubna 2005     | 16. srpna 2006                           |
| Paroubek      | Ministr zemědělství                                                                                   | Petr Zgarba                          | ČSSD                                  | 25. dubna 2005     | 10. listopadu 2005                       |
| Paroubek      | Ministr zemědělství                                                                                   | Jan Mládek                           | ČSSD                                  | 16. listopadu 2005 | 16. srpna 2006                           |
| Paroubek      | Ministr(yně) zdravotnictví                                                                            | Milada Emmerová                      | ČSSD                                  | 25. dubna 2005     | 12. října 2005                           |
| Paroubek      | Ministr(yně) zdravotnictví                                                                            | Zdeněk Škromach                      | ČSSD                                  | 12. října 2005     | 4. listopadu 2005                        |
| Paroubek      | Ministr(yně) zdravotnictví                                                                            | David Rath                           | nestraník za ČSSD                     | 4. listopadu 2005  | 16. srpna 2006                           |
| Paroubek      | Ministryně školství, mládeže a tělovýchovy                                                            | Petra Buzková                        | ČSSD                                  | 25. dubna 2005     | 16. srpna 2006                           |
| Paroubek      | Ministr životního prostředí                                                                           | Libor Ambrozek                       | KDU-ČSL                               | 25. dubna 2005     | 16. srpna 2006                           |
| Paroubek      | Ministr kultury                                                                                       | Pavel Dostál                         | ČSSD                                  | 25. dubna 2005     | 24. července 2005 (zemřel)               |
| Paroubek      | Ministr kultury                                                                                       | Vítězslav Jandák                     | nestraník za ČSSD                     | 17. srpna 2005     | 16. srpna 2006                           |
| Paroubek      | Ministr pro místní rozvoj                                                                             | Radko Martínek                       | ČSSD                                  | 25. dubna 2005     | 16. srpna 2006                           |
| Paroubek      | Ministryně informatiky                                                                                | Dana Bérová                          | nestranická za US-DEU                 | 25. dubna 2005     | 16. srpna 2006                           |
| Paroubek      | Ministr, předseda Legislativní rady vlády                                                             | Pavel Zářecký                        | nestraník za ČSSD                     | 25. dubna 2005     | 16. srpna 2006                           |
| Topolánek I.  | Předseda vlády                                                                                        | Mirek Topolánek                      | ODS                                   | 4. září 2006       | 9. ledna 2007                            |
| Topolánek I.  | Místopředseda vlády Ministr práce a sociálních věcí                                                   | Petr Nečas                           | ODS                                   | 4. září 2006       | 9. ledna 2007                            |
| Topolánek I.  | Ministr vnitra Ministr informatiky                                                                    | Ivan Langer                          | ODS                                   | 4. září 2006       | 9. ledna 2007                            |
| Topolánek I.  | Ministr zahraničních věcí                                                                             | Alexandr Vondra                      | nestraník za ODS                      | 4. září 2006       | 9. ledna 2007                            |
| Topolánek I.  | Ministr obrany                                                                                        | Jiří Šedivý                          | nestraník za ODS                      | 4. září 2006       | 9. ledna 2007                            |
| Topolánek I.  | Ministr financí                                                                                       | Vlastimil Tlustý                     | ODS                                   | 4. září 2006       | 9. ledna 2007                            |
| Topolánek I.  | Ministr dopravy                                                                                       | Aleš Řebíček                         | ODS                                   | 4. září 2006       | 9. ledna 2007                            |
| Topolánek I.  | Ministr průmyslu a obchodu                                                                            | Martin Říman                         | ODS                                   | 4. září 2006       | 9. ledna 2007                            |
| Topolánek I.  | Ministryně zemědělství                                                                                | Milena Vicenová                      | nestraník za ODS                      | 4. září 2006       | 9. ledna 2007                            |
| Topolánek I.  | Ministr zdravotnictví                                                                                 | Tomáš Julínek                        | ODS                                   | 4. září 2006       | 9. ledna 2007                            |
| Topolánek I.  | Ministryně školství, mládeže a tělovýchovy                                                            | Miroslava Kopicová                   | nestraník za ODS                      | 4. září 2006       | 9. ledna 2007                            |
| Topolánek I.  | Ministr životního prostředí                                                                           | Petr Kalaš                           | nestraník za ODS                      | 4. září 2006       | 9. ledna 2007                            |
| Topolánek I.  | Ministr kultury                                                                                       | Martin Štěpánek                      | nestraník za ODS                      | 4. září 2006       | 9. ledna 2007                            |
| Topolánek I.  | Ministr pro místní rozvoj                                                                             | Petr Gandalovič                      | ODS                                   | 4. září 2006       | 9. ledna 2007                            |
| Topolánek I.  | Ministr spravedlnosti Předseda Legislativní rady vlády                                                | Jiří Pospíšil                        | ODS                                   | 4. září 2006       | 9. ledna 2007                            |
| Topolánek II. | Předseda vlády                                                                                        | Mirek Topolánek                      | ODS                                   | 9. ledna 2007      | 8. května 2009                           |
| Topolánek II. | 1. místopředseda/-kyně vlády                                                                          | Jiří Čunek                           | KDU-ČSL                               | 9. ledna 2007      | 13. listopadu 2007                       |
| Topolánek II. | 1. místopředseda/-kyně vlády                                                                          | Jiří Čunek                           | KDU-ČSL                               | 2. dubna 2008      | 23. ledna 2009                           |
| Topolánek II. | 1. místopředseda/-kyně vlády                                                                          | Vlasta Parkanová                     | KDU-ČSL                               | 23. ledna 2009     | 8. května 2009                           |
| Topolánek II. | Ministr pro místní rozvoj                                                                             | Jiří Čunek                           | KDU-ČSL                               | 9. ledna 2007      | 13. listopadu 2007                       |
| Topolánek II. | Ministr pro místní rozvoj                                                                             | Jiří Čunek                           | KDU-ČSL                               | 2. dubna 2008      | 23. ledna 2009                           |
| Topolánek II. | Ministr pro místní rozvoj                                                                             | Cyril Svoboda                        | KDU-ČSL                               | 23. ledna 2009     | 8. května 2009                           |
| Topolánek II. | Místopředseda vlády Ministr životního prostředí                                                       | Martin Bursík                        | SZ                                    | 9. ledna 2007      | 8. května 2009                           |
| Topolánek II. | Místopředseda vlády Ministr práce a sociálních věcí                                                   | Petr Nečas                           | ODS                                   | 9. ledna 2007      | 8. května 2009                           |
| Topolánek II. | Místopředseda pro evropské záležitosti                                                                | Alexandr Vondra                      | ODS                                   | 9. ledna 2007      | 8. května 2009                           |
| Topolánek II. | Ministr vnitra Ministr informatiky                                                                    | Ivan Langer                          | ODS                                   | 9. ledna 2007      | 8. května 2009                           |
| Topolánek II. | Ministr zahraničních věcí                                                                             | Karel Schwarzenberg                  | nestraník za SZ                       | 9. ledna 2007      | 8. května 2009                           |
| Topolánek II. | Ministryně obrany                                                                                     | Vlasta Parkanová                     | KDU-ČSL                               | 9. ledna 2007      | 8. května 2009                           |
| Topolánek II. | Ministr průmyslu a obchodu                                                                            | Martin Říman                         | ODS                                   | 9. ledna 2007      | 8. května 2009                           |
| Topolánek II. | Ministr(yně) zdravotnictví                                                                            | Tomáš Julínek                        | ODS                                   | 9. ledna 2007      | 23. ledna 2009                           |
| Topolánek II. | Ministr(yně) zdravotnictví                                                                            | Daniela Filipiová                    | ODS                                   | 23. ledna 2009     | 8. května 2009                           |
| Topolánek II. | Ministr spravedlnosti                                                                                 | Jiří Pospíšil                        | ODS                                   | 9. ledna 2007      | 8. května 2009                           |
| Topolánek II. | Ministr financí                                                                                       | Miroslav Kalousek                    | KDU-ČSL                               | 9. ledna 2007      | 8. května 2009                           |
| Topolánek II. | Ministr(yně) školství, mládeže a tělovýchovy                                                          | Dana Kuchtová                        | SZ                                    | 9. ledna 2007      | 4. října 2007 (rezignace: 3. října 2007) |
| Topolánek II. | Ministr(yně) školství, mládeže a tělovýchovy                                                          | Martin Bursík                        | SZ                                    | 4. října 2007      | 4. prosince 2007                         |
| Topolánek II. | Ministr(yně) školství, mládeže a tělovýchovy                                                          | Ondřej Liška                         | SZ                                    | 4. prosince 2007   | 8. května 2009                           |
| Topolánek II. | Ministr dopravy                                                                                       | Aleš Řebíček                         | ODS                                   | 9. ledna 2007      | 23. ledna 2009                           |
| Topolánek II. | Ministr dopravy                                                                                       | Petr Bendl                           | ODS                                   | 23. ledna 2009     | 8. května 2009                           |
| Topolánek II. | Ministr zemědělství                                                                                   | Petr Gandalovič                      | ODS                                   | 9. ledna 2007      | 8. května 2009                           |
| Topolánek II. | Ministr(yně) kultury                                                                                  | Helena Třeštíková                    | nestranická za KDU-ČSL                | 9. ledna 2007      | 26. ledna 2007                           |
| Topolánek II. | Ministr(yně) kultury                                                                                  | Václav Jehlička                      | KDU-ČSL                               | 26. ledna 2007     | 8. května 2009                           |
| Topolánek II. | Ministr, předseda Legislativní rady vlády                                                             | Cyril Svoboda                        | KDU-ČSL                               | 9. ledna 2007      | 23. ledna 2009                           |
| Topolánek II. | Ministr, předseda Legislativní rady vlády                                                             | Pavel Svoboda                        | KDU-ČSL                               | 23. ledna 2009     | 8. května 2009                           |
| Topolánek II. | Ministr(yně) pro lidská práva a národnostní menšiny                                                   | Džamila Stehlíková                   | SZ                                    | 9. ledna 2007      | 23. ledna 2009                           |
| Topolánek II. | Ministr(yně) pro lidská práva a národnostní menšiny                                                   | Michael Kocáb                        | nestraník za SZ                       | 23. ledna 2009     | 8. května 2009                           |
| Fischer       | Předseda vlády                                                                                        | Jan Fischer                          | nestraník                             | 8. května 2009     | 13. července 2010                        |
| Fischer       | Místopředseda vlády Ministr obrany                                                                    | Martin Barták                        | nestraník / ODS                       | 8. května 2009     | 13. července 2010                        |
| Fischer       | Místopředseda vlády Ministr zahraničí                                                                 | Jan Kohout                           | nestraník / ČSSD                      | 8. května 2009     | 13. července 2010                        |
| Fischer       | Ministr financí                                                                                       | Eduard Janota                        | nestraník / ODS                       | 8. května 2009     | 13. července 2010                        |
| Fischer       | Ministryně školství                                                                                   | Miroslava Kopicová                   | nestranička / ODS                     | 8. května 2009     | 13. července 2010                        |
| Fischer       | Ministr kultury                                                                                       | Václav Riedlbauch                    | nestraník / ČSSD                      | 8. května 2009     | 13. července 2010                        |
| Fischer       | Ministr práce a sociálních věcí                                                                       | Petr Šimerka                         | nestraník / ČSSD                      | 8. května 2009     | 13. července 2010                        |
| Fischer       | Ministryně zdravotnictví                                                                              | Dana Jurásková                       | nestranička / ODS                     | 8. května 2009     | 13. července 2010                        |
| Fischer       | Ministryně spravedlnosti                                                                              | Daniela Kovářová                     | nestranička / ODS                     | 8. května 2009     | 13. července 2010                        |
| Fischer       | Ministr vnitra                                                                                        | Martin Pecina                        | nestraník / ČSSD                      | 8. května 2009     | 13. července 2010                        |
| Fischer       | Ministr průmyslu a obchodu                                                                            | Vladimír Tošovský                    | nestraník / ČSSD                      | 8. května 2009     | 13. července 2010                        |
| Fischer       | Ministr pro místní rozvoj                                                                             | Rostislav Vondruška                  | nestraník / ČSSD                      | 8. května 2009     | 13. července 2010                        |
| Fischer       | Ministr zemědělství                                                                                   | Jakub Šebesta                        | nestraník / ČSSD                      | 8. května 2009     | 13. července 2010                        |
| Fischer       | Ministr dopravy                                                                                       | Gustav Slamečka                      | nestraník / ODS                       | 8. května 2009     | 13. července 2010                        |
| Fischer       | Ministr(yně) životního prostředí                                                                      | Ladislav Miko                        | nestraník / SZ                        | 8. května 2009     | 30. listopadu 2009                       |
| Fischer       | Ministr(yně) životního prostředí                                                                      | Jan Dusík                            | nestraník / SZ                        | 30. listopadu 2009 | 22. března 2010                          |
| Fischer       | Ministr(yně) životního prostředí                                                                      | Jakub Šebesta                        | nestraník / ČSSD                      | 22. března 2010    | 15. dubna 2010                           |
| Fischer       | Ministr(yně) životního prostředí                                                                      | Rut Bízková                          | nestranická / ODS                     | 15. dubna 2010     | 13. července 2010                        |
| Fischer       | Ministr bez portfeje, pro lidská práva a menšiny                                                      | Michael Kocáb                        | nestraník / SZ                        | 8. května 2009     | 29. března 2010                          |
| Fischer       | Ministr bez portfeje, pro evropské záležitosti                                                        | Štefan Füle                          | nestraník / ČSSD                      | 8. května 2009     | 30. listopadu 2009                       |
| Fischer       | Ministr bez portfeje, pro evropské záležitosti                                                        | Juraj Chmiel                         | nestraník / ODS                       | 30. listopadu 2009 | 13. července 2010                        |
| Fischer       | Ministr bez portfeje, předseda Legislativní rady vlády                                                | Pavel Zářecký                        | nestraník / ČSSD                      | 8. května 2009     | 13. července 2010                        |
| Nečas         | Předseda vlády                                                                                        | Petr Nečas                           | ODS                                   | 13. července 2010  | 10. července 2013                        |
| Nečas         | 1. místopředseda vlády Ministr zahraničních věcí                                                      | Karel Schwarzenberg                  | TOP 09                                | 13. července 2010  | 10. července 2013                        |
| Nečas         | Místopředseda/-kyně vlády Předseda/-kyně Vládního výboru pro koordinaci boje s korupcí                | Radek John                           | VV                                    | 13. července 2010  | 20. května 2011                          |
| Nečas         | Místopředseda/-kyně vlády Předseda/-kyně Vládního výboru pro koordinaci boje s korupcí                | Karolína Peake                       | LIDEM, (dříve) VV                     | 1. července 2011   | 10. července 2013                        |
| Nečas         | Ministr vnitra                                                                                        | Radek John                           | VV                                    | 13. července 2010  | 21. dubna 2011                           |
| Nečas         | Ministr vnitra                                                                                        | Jan Kubice                           | nestraník za LIDEM, (dříve) VV        | 22. dubna 2011     | 10. července 2013                        |
| Nečas         | Ministr obrany                                                                                        | Alexandr Vondra                      | ODS                                   | 13. července 2010  | 7. prosince 2012                         |
| Nečas         | Ministr obrany                                                                                        | Karolína Peake                       | LIDEM, (dříve) VV                     | 12. prosince 2012  | 20. prosince 2012                        |
| Nečas         | Ministr obrany                                                                                        | Petr Nečas                           | ODS                                   | 21. prosince 2012  | 18. března 2013                          |
| Nečas         | Ministr obrany                                                                                        | Vlastimil Picek                      | nestraník za LIDEM                    | 19. března 2013    | 10. července 2013                        |
| Nečas         | Ministr spravedlnosti                                                                                 | Jiří Pospíšil                        | ODS                                   | 13. července 2010  | 27. června 2012                          |
| Nečas         | Ministr spravedlnosti                                                                                 | Pavel Blažek                         | ODS                                   | 3. července 2012   | 10. července 2013                        |
| Nečas         | Ministr průmyslu a obchodu                                                                            | Martin Kocourek                      | ODS                                   | 13. července 2010  | 14. listopadu 2011                       |
| Nečas         | Ministr průmyslu a obchodu                                                                            | Martin Kuba                          | ODS                                   | 16. listopadu 2011 | 10. července 2013                        |
| Nečas         | Ministr životního prostředí                                                                           | Pavel Drobil                         | ODS                                   | 13. července 2010  | 21. prosince 2010                        |
| Nečas         | Ministr životního prostředí                                                                           | Tomáš Chalupa                        | ODS                                   | 17. ledna 2011     | 10. července 2013                        |
| Nečas         | Ministr zemědělství                                                                                   | Ivan Fuksa                           | ODS                                   | 13. července 2010  | 4. října 2011                            |
| Nečas         | Ministr zemědělství                                                                                   | Petr Bendl                           | ODS                                   | 6. října 2011      | 10. července 2013                        |
| Nečas         | Ministr financí                                                                                       | Miroslav Kalousek                    | TOP 09                                | 13. července 2010  | 10. července 2013                        |
| Nečas         | Ministr zdravotnictví                                                                                 | Leoš Heger                           | TOP 09                                | 13. července 2010  | 10. července 2013                        |
| Nečas         | Ministr(yně) práce a sociálních věcí                                                                  | Jaromír Drábek                       | TOP 09                                | 13. července 2010  | 31. října 2012                           |
| Nečas         | Ministr(yně) práce a sociálních věcí                                                                  | Ludmila Müllerová                    | TOP 09                                | 16. listopadu 2012 | 10. července 2013                        |
| Nečas         | Ministr(yně) kultury                                                                                  | Jiří Besser                          | navržen TOP 09                        | 13. července 2010  | 16. prosince 2011                        |
| Nečas         | Ministr(yně) kultury                                                                                  | Alena Hanáková                       | navržena TOP 09                       | 20. prosince 2011  | 10. července 2013                        |
| Nečas         | Ministr dopravy                                                                                       | Vít Bárta                            | VV                                    | 13. července 2010  | 21. dubna 2011                           |
| Nečas         | Ministr dopravy                                                                                       | Radek Šmerda                         | nestraník za VV                       | 21. dubna 2011     | 1. července 2011                         |
| Nečas         | Ministr dopravy                                                                                       | Pavel Dobeš                          | LIDEM, (dříve) VV                     | 1. července 2011   | 3. prosince 2012                         |
| Nečas         | Ministr dopravy                                                                                       | Zbyněk Stanjura                      | ODS                                   | 12. prosince 2012  | 10. července 2013                        |
| Nečas         | Ministr školství, mládeže a tělovýchovy                                                               | Josef Dobeš                          | VV                                    | 13. července 2010  | 31. března 2012                          |
| Nečas         | Ministr školství, mládeže a tělovýchovy                                                               | Petr Fiala                           | nestraník za ODS                      | 2. května 2012     | 10. července 2013                        |
| Nečas         | Ministr pro místní rozvoj                                                                             | Kamil Jankovský                      | LIDEM, (dříve) VV                     | 13. července 2010  | 10. července 2013                        |
| Nečas         | Ministr bez portfeje                                                                                  | Petr Mlsna                           | nestraník za LIDEM                    | 12. prosince 2012  | 10. července 2013                        |
| Nečas         | Předseda/-kyně Legislativní rady vlády                                                                | Jiří Pospíšil                        | ODS                                   | 13. července 2010  | 13. července 2011                        |
| Nečas         | Předseda/-kyně Legislativní rady vlády                                                                | Karolína Peake                       | LIDEM, (dříve) VV                     | 13. července 2011  | 12. prosince 2012                        |
| Nečas         | Předseda/-kyně Legislativní rady vlády                                                                | Petr Mlsna                           | nestraník za LIDEM                    | 12. prosince 2012  | 10. července 2013                        |
| Rusnok        | Předseda vlády                                                                                        | Jiří Rusnok                          | nestraník                             | 25. června 2013    | 29. ledna 2014                           |
| Rusnok        | 1. místopředseda vlády Ministr financí                                                                | Jan Fischer                          | nestraník                             | 10. července 2013  | 29. ledna 2014                           |
| Rusnok        | Místopředseda vlády Ministr vnitra                                                                    | Martin Pecina                        | nestraník                             | 10. července 2013  | 29. ledna 2014                           |
| Rusnok        | Ministr zahraničních věcí                                                                             | Jan Kohout                           | nestraník                             | 10. července 2013  | 29. ledna 2014                           |
| Rusnok        | Ministr obrany                                                                                        | Vlastimil Picek                      | nestraník                             | 10. července 2013  | 29. ledna 2014                           |
| Rusnok        | Ministryně spravedlnosti Předsedkyně Legislativní rady vlády                                          | Marie Benešová                       | nestranička                           | 10. července 2013  | 29. ledna 2014                           |
| Rusnok        | Ministr práce a sociálních věcí                                                                       | František Koníček                    | nestraník                             | 10. července 2013  | 29. ledna 2014                           |
| Rusnok        | Ministr průmyslu a obchodu                                                                            | Jiří Cieńciała                       | nestraník                             | 10. července 2013  | 29. ledna 2014                           |
| Rusnok        | Ministr zdravotnictví                                                                                 | Martin Holcát                        | nestraník                             | 10. července 2013  | 29. ledna 2014                           |
| Rusnok        | Ministr školství, mládeže a tělovýchovy                                                               | Dalibor Štys                         | nestraník                             | 10. července 2013  | 29. ledna 2014                           |
| Rusnok        | Ministr zemědělství                                                                                   | Miroslav Toman                       | nestraník                             | 10. července 2013  | 29. ledna 2014                           |
| Rusnok        | Ministr dopravy                                                                                       | Zdeněk Žák                           | nestraník                             | 10. července 2013  | 29. ledna 2014                           |
| Rusnok        | Ministr pro místní rozvoj                                                                             | František Lukl                       | nestraník                             | 10. července 2013  | 29. ledna 2014                           |
| Rusnok        | Ministr životního prostředí                                                                           | Tomáš Podivínský                     | KDU-ČSL                               | 10. července 2013  | 29. ledna 2014                           |
| Rusnok        | Ministr kultury                                                                                       | Jiří Balvín                          | nestraník                             | 10. července 2013  | 29. ledna 2014                           |
| Sobotka       | Předseda vlády                                                                                        | Bohuslav Sobotka                     | ČSSD                                  | 17. ledna 2014     | 13. prosince 2017                        |
| Sobotka       | 1. místopředseda vlády                                                                                | Andrej Babiš                         | ANO 2011                              | 29. ledna 2014     | 24. května 2017                          |
| Sobotka       | 1. místopředseda vlády                                                                                | Richard Brabec                       | ANO 2011                              | 24. května 2017    | 13. prosince 2017                        |
| Sobotka       | Místopředseda vlády pro vědu, výzkum a inovace                                                        | Pavel Bělobrádek                     | KDU-ČSL                               | 29. ledna 2014     | 13. prosince 2017                        |
| Sobotka       | Ministr financí                                                                                       | Andrej Babiš                         | ANO 2011                              | 29. ledna 2014     | 24. května 2017                          |
| Sobotka       | Ministr financí                                                                                       | Ivan Pilný                           | ANO 2011                              | 24. května 2017    | 13. prosince 2017                        |
| Sobotka       | Ministr životního prostředí                                                                           | Richard Brabec                       | ANO 2011                              | 29. ledna 2014     | 13. prosince 2017                        |
| Sobotka       | Ministr zahraničních věcí                                                                             | Lubomír Zaorálek                     | ČSSD                                  | 29. ledna 2014     | 13. prosince 2017                        |
| Sobotka       | Ministr obrany                                                                                        | Martin Stropnický                    | ANO 2011                              | 29. ledna 2014     | 13. prosince 2017                        |
| Sobotka       | Ministr vnitra                                                                                        | Milan Chovanec                       | ČSSD                                  | 29. ledna 2014     | 13. prosince 2017                        |
| Sobotka       | Ministr průmyslu a obchodu                                                                            | Jan Mládek                           | ČSSD                                  | 29. ledna 2014     | 28. února 2017                           |
| Sobotka       | Ministr průmyslu a obchodu                                                                            | Bohuslav Sobotka                     | ČSSD                                  | 1. března 2017     | 4. dubna 2017                            |
| Sobotka       | Ministr průmyslu a obchodu                                                                            | Jiří Havlíček                        | ČSSD                                  | 4. dubna 2017      | 13. prosince 2017                        |
| Sobotka       | Ministr spravedlnosti                                                                                 | Helena Válková                       | ANO 2011                              | 29. ledna 2014     | 1. března 2015                           |
| Sobotka       | Ministr spravedlnosti                                                                                 | Robert Pelikán                       | ANO 2011                              | 12. března 2015    | 13. prosince 2017                        |
| Sobotka       | Ministryně práce a sociálních věcí                                                                    | Michaela Marksová                    | ČSSD                                  | 29. ledna 2014     | 13. prosince 2017                        |
| Sobotka       | Ministr dopravy                                                                                       | Antonín Prachař                      | ANO 2011                              | 29. ledna 2014     | 13. listopadu 2014                       |
| Sobotka       | Ministr dopravy                                                                                       | Dan Ťok                              | nestr. za ANO 2011                    | 4. prosince 2014   | 13. prosince 2017                        |
| Sobotka       | Ministr zemědělství                                                                                   | Marian Jurečka                       | KDU-ČSL                               | 29. ledna 2014     | 13. prosince 2017                        |
| Sobotka       | Ministr zdravotnictví                                                                                 | Svatopluk Němeček                    | ČSSD                                  | 29. ledna 2014     | 30. listopadu 2016                       |
| Sobotka       | Ministr zdravotnictví                                                                                 | Miloslav Ludvík                      | ČSSD                                  | 1. prosince 2016   | 13. prosince 2017                        |
| Sobotka       | Ministr/-yně školství, mládeže a tělovýchovy                                                          | Marcel Chládek                       | ČSSD                                  | 29. ledna 2014     | 5. června 2015                           |
| Sobotka       | Ministr/-yně školství, mládeže a tělovýchovy                                                          | Michaela Marksová (pověřena řízením) | ČSSD                                  | 5. června 2015     | 17. června 2015                          |
| Sobotka       | Ministr/-yně školství, mládeže a tělovýchovy                                                          | Kateřina Valachová                   | ČSSD                                  | 17. června 2015    | 21. června 2017                          |
| Sobotka       | Ministr/-yně školství, mládeže a tělovýchovy                                                          | Stanislav Štech                      | nestr. za ČSSD                        | 21. června 2017    | 13. prosince 2017                        |
| Sobotka       | Ministryně pro místní rozvoj                                                                          | Věra Jourová                         | ANO 2011                              | 29. ledna 2014     | 3. října 2014                            |
| Sobotka       | Ministryně pro místní rozvoj                                                                          | Karla Šlechtová                      | nestr. za ANO 2011                    | 8. října 2014      | 13. prosince 2017                        |
| Sobotka       | Ministr kultury                                                                                       | Daniel Herman                        | KDU-ČSL                               | 29. ledna 2014     | 13. prosince 2017                        |
| Sobotka       | Ministr pro lidská práva a rovné příležitosti Předseda Legislativní rady vlády                        | Jiří Dienstbier                      | ČSSD                                  | 29. ledna 2014     | 30. listopadu 2016                       |
| Sobotka       | Ministr pro lidská práva a rovné příležitosti Předseda Legislativní rady vlády                        | Jan Chvojka                          | ČSSD                                  | 1. prosince 2016   | 13. prosince 2017                        |
| Babiš I.      | Předseda vlády                                                                                        | Andrej Babiš                         | ANO 2011                              | 6. prosince 2017   | 27. června 2018                          |
| Babiš I.      | Místopředseda vlády Ministr životního prostředí                                                       | Richard Brabec                       | ANO 2011                              | 13. prosince 2017  | 27. června 2018                          |
| Babiš I.      | Místopředseda vlády Ministr zahraničních věcí                                                         | Martin Stropnický                    | ANO 2011                              | 13. prosince 2017  | 27. června 2018                          |
| Babiš I.      | Ministryně obrany                                                                                     | Karla Šlechtová                      | nestr. za ANO 2011                    | 13. prosince 2017  | 27. června 2018                          |
| Babiš I.      | Ministr vnitra                                                                                        | Lubomír Metnar                       | nestr. za ANO 2011                    | 13. prosince 2017  | 27. června 2018                          |
| Babiš I.      | Ministryně financí                                                                                    | Alena Schillerová                    | nestr. za ANO 2011                    | 13. prosince 2017  | 27. června 2018                          |
| Babiš I.      | Ministr průmyslu a obchodu                                                                            | Tomáš Hüner                          | nestr. za ANO 2011                    | 13. prosince 2017  | 27. června 2018                          |
| Babiš I.      | Ministr spravedlnosti Předseda Legislativní rady vlády                                                | Robert Pelikán                       | ANO 2011                              | 13. prosince 2017  | 27. června 2018                          |
| Babiš I.      | Ministryně práce a sociálních věcí                                                                    | Jaroslava Němcová                    | ANO 2011                              | 13. prosince 2017  | 27. června 2018                          |
| Babiš I.      | Ministr dopravy                                                                                       | Dan Ťok                              | nestr. za ANO 2011                    | 13. prosince 2017  | 27. června 2018                          |
| Babiš I.      | Ministr zemědělství                                                                                   | Jiří Milek                           | nestr. za ANO 2011                    | 13. prosince 2017  | 27. června 2018                          |
| Babiš I.      | Ministr zdravotnictví                                                                                 | Adam Vojtěch                         | nestr. za ANO 2011                    | 13. prosince 2017  | 27. června 2018                          |
| Babiš I.      | Ministr školství, mládeže a tělovýchovy                                                               | Robert Plaga                         | ANO 2011                              | 13. prosince 2017  | 27. června 2018                          |
| Babiš I.      | Ministryně pro místní rozvoj                                                                          | Klára Dostálová                      | nestr. za ANO 2011                    | 13. prosince 2017  | 27. června 2018                          |
| Babiš I.      | Ministr kultury                                                                                       | Ilja Šmíd                            | nestr. za ANO 2011                    | 13. prosince 2017  | 27. června 2018                          |
| Babiš II.     | Předseda vlády                                                                                        | Andrej Babiš                         | ANO 2011                              | 6. června 2018     | 17. prosince 2021                        |
| Babiš II.     | 1. místopředseda vlády Ministr vnitra                                                                 | Jan Hamáček                          | ČSSD                                  | 27. června 2018    | 17. prosince 2021                        |
| Babiš II.     | Místopředseda vlády                                                                                   | Richard Brabec                       | ANO 2011                              | 27. června 2018    | 30. dubna 2019                           |
| Babiš II.     | Místopředsedkyně vlády pro ekonomiku a finance                                                        | Alena Schillerová                    | nestr. za ANO 2011                    | 30. dubna 2019     | 17. prosince 2021                        |
| Babiš II.     | Místopředseda vlády pro hospodářství                                                                  | Karel Havlíček                       | nestr. za ANO 2011                    | 30. dubna 2019     | 17. prosince 2021                        |
| Babiš II.     | Ministr zahraničních věcí                                                                             | Jan Hamáček                          | ČSSD                                  | 27. června 2018    | 15. října 2018                           |
| Babiš II.     | Ministr zahraničních věcí                                                                             | Tomáš Petříček                       | ČSSD                                  | 16. října 2018     | 12. dubna 2021                           |
| Babiš II.     | Ministr zahraničních věcí                                                                             | Jan Hamáček                          | ČSSD                                  | 12. dubna 2021     | 21. dubna 2021                           |
| Babiš II.     | Ministr zahraničních věcí                                                                             | Jakub Kulhánek                       | ČSSD                                  | 21. dubna 2021     | 17. prosince 2021                        |
| Babiš II.     | Ministr obrany                                                                                        | Lubomír Metnar                       | nestr. za ANO 2011                    | 27. června 2018    | 17. prosince 2021                        |
| Babiš II.     | Ministryně financí                                                                                    | Alena Schillerová                    | nestr. za ANO 2011                    | 27. června 2018    | 17. prosince 2021                        |
| Babiš II.     | Ministr/-yně průmyslu a obchodu                                                                       | Marta Nováková                       | nestr. za ANO 2011                    | 27. června 2018    | 30. dubna 2019                           |
| Babiš II.     | Ministr/-yně průmyslu a obchodu                                                                       | Karel Havlíček                       | nestr. za ANO 2011                    | 30. dubna 2019     | 17. prosince 2021                        |
| Babiš II.     | Ministr/-yně spravedlnosti Předseda/-kyně Legislativní rady vlády                                     | Taťána Malá                          | ANO 2011                              | 27. června 2018    | 10. července 2018                        |
| Babiš II.     | Ministr/-yně spravedlnosti Předseda/-kyně Legislativní rady vlády                                     | Jan Kněžínek                         | nestr. za ANO 2011                    | 10. července 2018  | 30. dubna 2019                           |
| Babiš II.     | Ministr/-yně spravedlnosti Předseda/-kyně Legislativní rady vlády                                     | Marie Benešová                       | nestr. za ANO 2011                    | 30. dubna 2019     | 17. prosince 2021                        |
| Babiš II.     | Ministr životního prostředí                                                                           | Richard Brabec                       | ANO 2011                              | 27. června 2018    | 17. prosince 2021                        |
| Babiš II.     | Ministr/-yně práce a sociálních věcí                                                                  | Petr Krčál                           | ČSSD                                  | 27. června 2018    | 18. července 2018                        |
| Babiš II.     | Ministr/-yně práce a sociálních věcí                                                                  | Jana Maláčová                        | ČSSD                                  | 30. července 2018  | 17. prosince 2021                        |
| Babiš II.     | Ministr dopravy                                                                                       | Dan Ťok                              | nestr. za ANO 2011                    | 27. června 2018    | 30. dubna 2019                           |
| Babiš II.     | Ministr dopravy                                                                                       | Vladimír Kremlík                     | nestr. za ANO 2011                    | 30. dubna 2019     | 23. ledna 2020                           |
| Babiš II.     | Ministr dopravy                                                                                       | Karel Havlíček                       | nestr. za ANO 2011                    | 24. ledna 2020     | 17. prosince 2021                        |
| Babiš II.     | Ministr zemědělství                                                                                   | Miroslav Toman                       | nestr. za ČSSD                        | 27. června 2018    | 17. prosince 2021                        |
| Babiš II.     | Ministr zdravotnictví                                                                                 | Adam Vojtěch                         | nestr. za ANO 2011                    | 27. června 2018    | 21. září 2020                            |
| Babiš II.     | Ministr zdravotnictví                                                                                 | Roman Prymula                        | nestr. za ANO 2011                    | 21. září 2020      | 29. října 2020                           |
| Babiš II.     | Ministr zdravotnictví                                                                                 | Jan Blatný                           | nestr. za ANO 2011                    | 29. října 2020     | 7. dubna 2021                            |
| Babiš II.     | Ministr zdravotnictví                                                                                 | Petr Arenberger                      | nestr. za ANO 2011                    | 7. dubna 2021      | 26. května 2021                          |
| Babiš II.     | Ministr zdravotnictví                                                                                 | Adam Vojtěch                         | nestr. za ANO 2011                    | 26. května 2021    | 17. prosince 2021                        |
| Babiš II.     | Ministr školství, mládeže a tělovýchovy                                                               | Robert Plaga                         | ANO 2011                              | 27. června 2018    | 17. prosince 2021                        |
| Babiš II.     | Ministryně pro místní rozvoj                                                                          | Klára Dostálová                      | nestr. za ANO 2011                    | 27. června 2018    | 17. prosince 2021                        |
| Babiš II.     | Ministr kultury                                                                                       | Antonín Staněk                       | ČSSD                                  | 27. června 2018    | 31. července 2019                        |
| Babiš II.     | Ministr kultury                                                                                       | Lubomír Zaorálek                     | ČSSD                                  | 27. srpna 2019     | 17. prosince 2021                        |
| Fiala         | Předseda vlády                                                                                        | Petr Fiala                           | ODS                                   | 28. listopadu 2021 | úřadující                                |
| Fiala         | 1. místopředseda vlády Ministr vnitra                                                                 | Vít Rakušan                          | STAN                                  | 17. prosince 2021  | úřadující                                |
| Fiala         | Místopředseda vlády Ministr práce a sociálních věcí                                                   | Marian Jurečka                       | KDU-ČSL                               | 17. prosince 2021  | úřadující                                |
| Fiala         | Místopředseda vlády Ministr zdravotnictví                                                             | Vlastimil Válek                      | TOP 09                                | 17. prosince 2021  | úřadující                                |
| Fiala         | Místopředseda vlády pro digitalizaci                                                                  | Ivan Bartoš                          | Piráti                                | 17. prosince 2021  | 30. září 2024                            |
| Fiala         | Ministr financí                                                                                       | Zbyněk Stanjura                      | ODS                                   | 17. prosince 2021  | úřadující                                |
| Fiala         | Ministr zahraničních věcí                                                                             | Jan Lipavský                         | Piráti, od 1. 10. 2024 jako nezávislý | 17. prosince 2021  | úřadující                                |
| Fiala         | Ministr spravedlnosti                                                                                 | Pavel Blažek                         | ODS                                   | 17. prosince 2021  | 9. června 2025                           |
| Fiala         | Ministr spravedlnosti                                                                                 | Eva Decroix                          | ODS                                   | 10. června 2025    | úřadující                                |
| Fiala         | Ministr kultury                                                                                       | Martin Baxa                          | ODS                                   | 17. prosince 2021  | úřadující                                |
| Fiala         | Ministr pro místní rozvoj                                                                             | Ivan Bartoš                          | Piráti                                | 17. prosince 2021  | 30. září 2024                            |
| Fiala         | Ministr pro místní rozvoj                                                                             | Marian Jurečka                       | KDU-ČSL                               | 1. října 2024      | 7. října 2024                            |
| Fiala         | Ministr pro místní rozvoj                                                                             | Petr Kulhánek                        | navržen STAN                          | 8. října 2024      | úřadující                                |
| Fiala         | Ministr průmyslu a obchodu                                                                            | Jozef Síkela                         | nestr. za STAN                        | 17. prosince 2021  | 7. října 2024                            |
| Fiala         | Ministr průmyslu a obchodu                                                                            | Lukáš Vlček                          | STAN                                  | 8. října 2024      | úřadující                                |
| Fiala         | Ministr školství, mládeže a tělovýchovy                                                               | Petr Gazdík                          | STAN                                  | 17. prosince 2021  | 29. června 2022                          |
| Fiala         | Ministr školství, mládeže a tělovýchovy                                                               | Vladimír Balaš                       | STAN                                  | 29. června 2022    | 4. května 2023                           |
| Fiala         | Ministr školství, mládeže a tělovýchovy                                                               | Mikuláš Bek                          | STAN                                  | 4. května 2023     | úřadující                                |
| Fiala         | Ministr zemědělství                                                                                   | Marian Jurečka                       | KDU-ČSL                               | 17. prosince 2021  | 3. ledna 2022                            |
| Fiala         | Ministr zemědělství                                                                                   | Zdeněk Nekula                        | KDU-ČSL                               | 3. ledna 2022      | 28. června 2023                          |
| Fiala         | Ministr zemědělství                                                                                   | Marek Výborný                        | KDU-ČSL                               | 29. června 2023    | úřadující                                |
| Fiala         | Ministryně obrany                                                                                     | Jana Černochová                      | ODS                                   | 17. prosince 2021  | úřadující                                |
| Fiala         | Ministr dopravy                                                                                       | Martin Kupka                         | ODS                                   | 17. prosince 2021  | úřadující                                |
| Fiala         | Ministr/-yně životního prostředí                                                                      | Anna Hubáčková                       | nestr. za KDU-ČSL                     | 17. prosince 2021  | 1. listopadu 2022                        |
| Fiala         | Ministr/-yně životního prostředí                                                                      | Marian Jurečka                       | KDU-ČSL                               | 1. listopadu 2022  | 10. března 2023                          |
| Fiala         | Ministr/-yně životního prostředí                                                                      | Petr Hladík                          | KDU-ČSL                               | 10. března 2023    | úřadující                                |
| Fiala         | Ministr/-yně pro vědu, výzkum a inovace                                                               | Helena Langšádlová                   | TOP 09                                | 17. prosince 2021  | 5. května 2024                           |
| Fiala         | Ministr/-yně pro vědu, výzkum a inovace                                                               | Marek Ženíšek                        | TOP 09                                | 16. května 2024    | úřadující                                |
| Fiala         | Ministr pro legislativu                                                                               | Michal Šalomoun                      | nestr. za Piráty                      | 17. prosince 2021  | 11. října 2024                           |
| Fiala         | Ministr pro evropské záležitosti                                                                      | Mikuláš Bek                          | STAN                                  | 17. prosince 2021  | 4. května 2023                           |
| Fiala         | Ministr pro evropské záležitosti                                                                      | Martin Dvořák                        | STAN                                  | 4. května 2023     | úřadující                                |
| Fiala         | Předseda Legislativní rady vlády                                                                      | Michal Šalomoun                      | nestr. za Piráty                      | 17. prosince 2021  | 11. října 2024                           |
| Fiala         | Předseda Legislativní rady vlády                                                                      | Pavel Blažek                         | ODS                                   | 11. října 2024     | 9. června 2025                           |
| Fiala         | Předseda Legislativní rady vlády                                                                      | Eva Decroix                          | ODS                                   | 10. června 2025    | úřadující                                |